# Pontella agassizii
Pontella agassizii is een eenoogkreeftjessoort uit de familie van de Pontellidae. De wetenschappelijke naam van de soort is voor het eerst geldig gepubliceerd in 1895 door Giesbrecht.